# Реймонт, Владислав
Влади́слав Стани́слав Ре́ймонт, при рождении Ре́ймент (пол. Władysław Stanisław Reymont (Reyment); 7 мая 1867, село Кобеле Вельке близ Радомска — 5 декабря 1925, Варшава) — польский писатель и поэт, лауреат Нобелевской премии по литературе 1924 года.

## Биография
Родился в семье сельского органиста Йозефа Реймента в селе Кобеле Вельке. Кроме Владислава в семье было ещё восемь детей. Его мать Антонина Купчинська происходила из обедневшего знатного рода из Кракова и имела способности к сочинительству. Детство Владислав провёл в Тушине, недалеко от Лодзи, куда переехал работать его отец, поскольку там был более богатый приход. Получал образование в местной школе. Родители хотели, чтобы он стал ксендзом. Однако Владислав был упрям; он бросил школу, часто менял профессии, много путешествовал по Польше и Европе, был учеником портного в Варшаве (1880—1884), куда его отослал отец, но откуда его выслали под домашний арест за участие в забастовке в Лодзи. Из-за суровости отца и чрезмерной набожности матери он сбежал из дома и стал актёром в бродячих труппах (1884—1887), а также работал железнодорожным служащим.
После поездки в Париж и Лондон он предпринял последнюю попытку заняться театральной деятельностью, но, не добившись успеха, снова вернулся домой. Не мог найти себе занятие по душе и даже постригся в монахи, работал ревизором на железной дороге, а в свободное время читал и начал заниматься сочинительством.
В 1893 году обосновался в Варшаве и жил литературными заработками. Высокая компенсация после дорожного происшествия в 1900 помогла ему обрести финансовую независимость.
В ноябре 1924 года был награждён Нобелевской премией по литературе «за выдающийся национальный эпос — роман „Мужики“». В это время он не смог присутствовать на церемонии награждения, так как лечился во Франции, поскольку у него были проблемы с сердцем.
В 1925 году, после относительного выздоровления, Реймонт вернулся в Польшу, где Польская селянская партия пригласила его в свои ряды.
С этого времени здоровье писателя стало быстро ухудшаться, и в декабре 1925 Владислав Реймонт умер в Варшаве, где и похоронен.

## Творчество

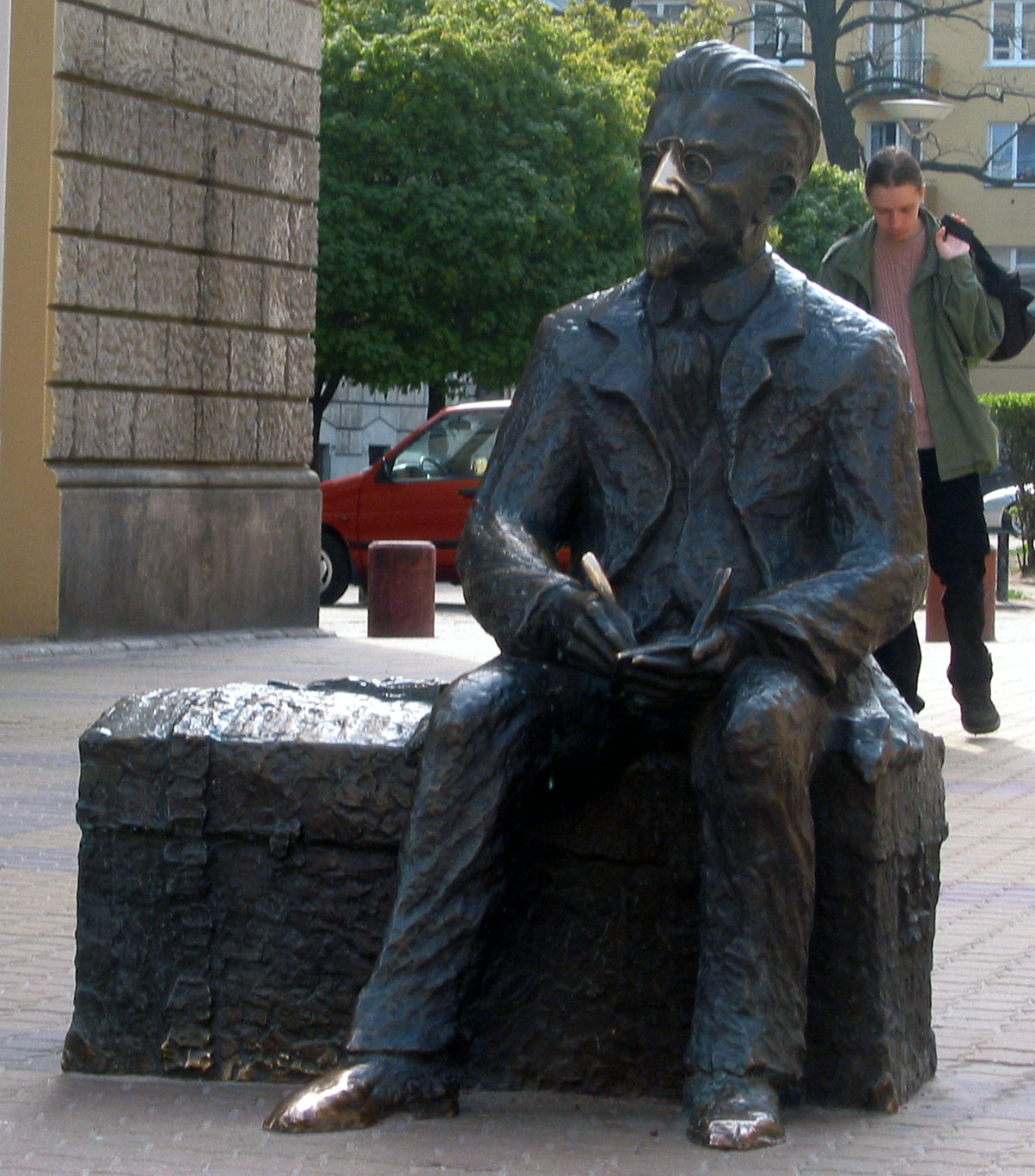
Памятник В. Реймонту в Лодзи

Дебютировал в литературе в 1893. Творчество сочетает традиции критического реализма с элементами натурализма и символизма. Небольшую часть творческого наследия составляют стихи. Автор рассказов, повестей, романов, разнообразных в тематическом и жанровом отношении.
В сборниках «Встреча» (1897), «Перед рассветом» (1902), в повести «Справедливо» (1899) показан быт деревни. В романах «Комедиантка» (1896) и «Брожение» (1897) изображаются быт и нравы провинциального чиновничества, актёрской среды.
После успеха его первых опубликованных рассказов у Реймонта появляется идея написать роман. Одним из первых его романов был роман «Komediantka» (Комедиантка) (1895), о девушке из провинции, которая сбежала с театральной труппой, пытаясь убежать от лживости в своём окружении, но нашла только интриги и притворство. Второй роман, «Fermenty» (Брожение) (1896), — это продолжение первого романа, где главная героиня после попытки суицида возвращается к родной семье, принимая тяжесть существования. Убедившись, что мечты никогда не станут реальностью, она выходит замуж за богатого человека, который влюбился в неё.
Варшавская газета «Kurier Codzienny» заказала Реймонту новый роман. Собрав необходимые материалы, после путешествия в Лодзь, он опубликовал роман «Земля обетованная» (1897).
Многосюжетный роман «Земля обетованная» (ч. 1—2, 1899), одно из лучших произведений Реймонта, воссоздаёт становление капиталистической Лодзи, изображаемой с антиурбанистических позиций, быт лодзинских текстильных магнатов. В романе показывается, как город разрушает тех, кто принимает законы наживы, и тех, кто не принимает их. Моральная гангрена поражает трёх главных героев: немца, еврея и поляка. В романе показан цинизм и животная сущность человека, который живёт по законам джунглей, а благородство, мораль и доброта начинают служить против людей, которые им следуют. Роман экранизирован (Анджей Вайда, 1975) и переведён на 15 языков.
Вершиной творчества Реймонта считается роман «Мужики» (т. 1—4, 1904—1909; первый русский перевод — 1910—1912 Владислава Ходасевича, второй — 1954), в котором изображена сельская жизнь в сословных противоречиях и психологических конфликтах. Сюжет книги рассказывает историю отца и сына, которые полюбили одну и ту же женщину. Роман, написанный на местном диалекте, поражает читателя своей реалистичностью, изображением традиций, поведения и духовности простого народа. Используя разговорный диалект, автор создаёт универсальный язык польского крестьянства. Таким образом, он представляет богатую культуру простого народа. Этот роман отражает подлинную жизнь деревни в Липсе, а действие в нём происходит в течение десяти месяцев, в неуказанном году XIX века. Каждая часть романа соответствует времени года, таким образом показывается цикличность времени в польской деревне. Вместе с календарной цикличностью показывается цикличность обрядовая. В романе нет нравоучений и логических выводов, а просто показывается жизнь как она есть. За этот роман как за «выдающийся национальный эпос» Реймонт был удостоен Нобелевской премии по литературе в 1924.
Владислав Реймонт также является автором романа «Вампир» (1911) и исторической трилогии «1794 год» (1913—1918) о Польше конца XVIII века и национально-освободительном восстании под руководством Тадеуша Костюшко.
Последней работой автора является повесть «Бунт» (польск. Bunt), опубликованная в 1924. В ней описывается восстание зверей на ферме, с целью становления равноправия, но результатом его становится кровавый террор (сюжет произведения во многом схож со «Скотным двором» Джорджа Оруэлла, опубликованным в 1945 году). Книга выражает отношение Реймонта к революции 1917 года, а потому была запрещена в печати в ПНР с 1945 по 1989. Повесть снова появилась в печати только в 2004 году.

## Память
Именем Владислава Реймонта названа площадь и аэропорт в Лодзи, проспект в Варшаве, улицы в городах Белосток, Волковыск, Вроцлав, Гданьск, Гродно, Краков, Лодзь, Познань, Скерневице, Ходзеж, а также литературная премия.

## Экранизации
- Земля обетованная (1974)
- Мужики (1922)
- Мужики (1972), мини-сериал
- Мужики (1973), телевизионный фильм на основе мини-сериала
- Мужики (Chłopi, 2023, Польша, Сербия, Литва). Реж. - Хью Уэлшман, DK Welchman.

## Книги, издававшиеся на русском языке
- Вл. Реймонт. На рассвете. — Приложение к газете "Приазовскій край", №43 (23 ноября). — Типографія газеты "Приазовскій край", 1903. — С. 197-200.
- Собрание сочинений. Т. 1-12. — М., 1911—1912.
- Мужики, роман в 4 частях. Перевод М. Троповской -  М., Гослитиздат, 1935. Тираж 50 000
- Мужики: роман в 2-х тт. — М.: ДАС, 1993. — 367+416 стр. — ISBN 5-7016-0863-8 ; 5-7016-0862-X ; 5-7016-0864-6
- Рассказы. — М., 1953.
- Вампир. / Сб. «Вампиры». — М.: Ренессанс, 1992. — (Мир мистики) — ISBN 5-8396-0015-6
- Последний сейм Речи Посполитой. Исторический роман. — Минск: Беларусь, 1994. — ISBN 5-338-01100-X
- Земля обетованная. — М.: Панорама, 1997. — (Лауреаты Нобелевской премии) — 605 с. — ISBN 5-85220-411-0
- Бунт: Сказка. — СПб: Издательство Ивана Лимбаха, 2024. — ISBN 978-5-89059-533-1